# فرودگاه بین‌المللی طابا
فرودگاه بین‌المللی طابا (به انگلیسی: Taba International Airport) یک فرودگاه همگانی مسافربری با کد یاتا TCP است که یک باند فرود آسفالت دارد و طول باند آن ۴۰۰۰ متر است. این فرودگاه در کشور مصر قرار دارد و در ارتفاع ۷۳۶ متری از سطح دریا واقع شده است.